# Argentia

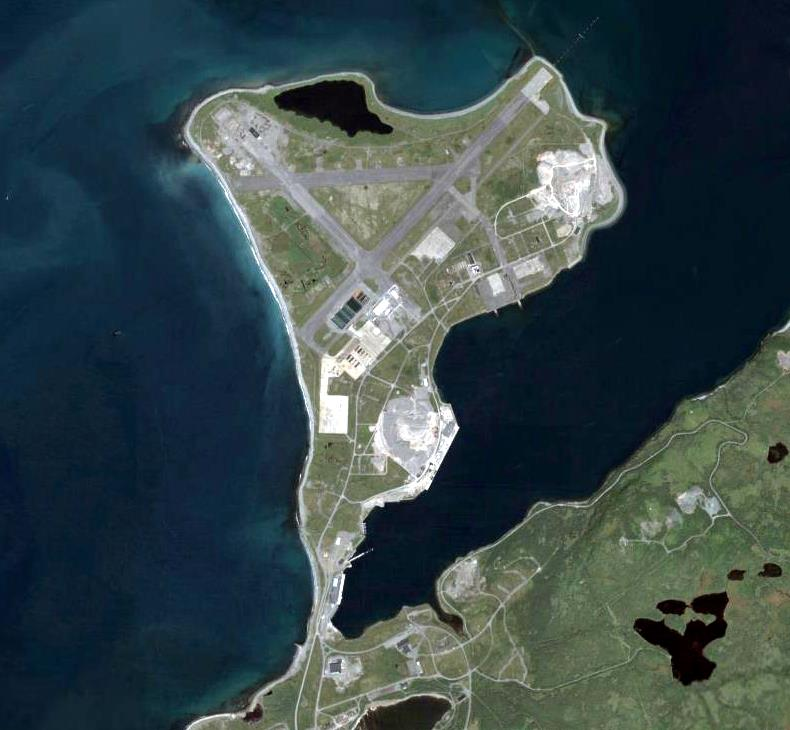
Foto aérea de Argentia, mostrando a base naval.

Argentia é uma comunidade na ilha de Terra Nova, na província canadesa de Terra Nova e Labrador. A comunidade está situada numa pequena península ao longo da costa sudoeste da Península de Avalon, sobre a Baía de Placentia.
Originalmente sendo uma pequena comunidade pesqueira chamada Pequena Placentia, a comunidade adotou o seu nome atual em 1904 depois que um depósito de prata foi localizada próxima à comunidade.
A primeira escola e igreja foi estabelecida na comunidade em 1831 e em 1832 pelo Padre Pelagius Nowlan, um sacerdote irlandês. Em 1836, a sua população era de 484 em 76 casas. Em 2001, sua população reduziu para 450.
Argentia também abriga a estação naval aérea de Argentia, uma ex-base da Marinha dos Estados Unidos que operou entre 1941 e 1994.